# Piccolomini (família)

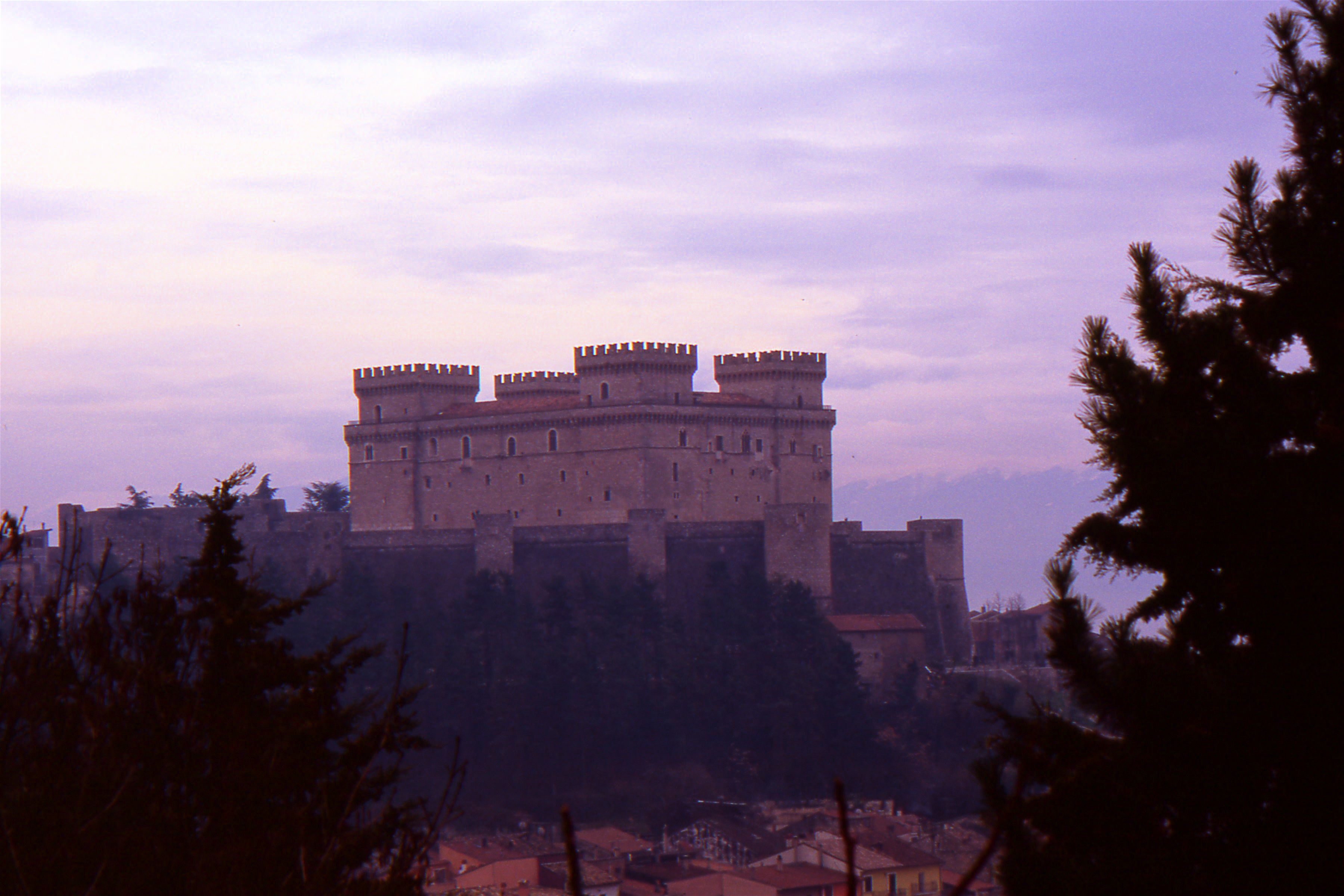
Castell dels Piccolomini prop de L'Aquila

Escut de la família Piccolomini

Piccolomini fou una il·lustre família italiana, establerta a Siena i originària de Roma, que començà a donar-se conèixer el segle xi.
La família no adquirí vertadera notabilitat fins que Eneas Silvio Piccolomin ocupà el soli pontifici amb el nom de Pius II. El cardenal Jacopo Piccolomini (1422-1479) es feu canviar el cognom d'Ammannati pel d'aquesta família, en honor dels favors que va rebre de Pius II.
A la família van pertànyer també el papa Pius III i d'altres prínceps de l'Església (prelats i cardenals). Tingué en possessió nombrosos feus, entre els quals el ducat d'Amalfi; s'estengué tant, que arribà a contar de 50 branques.
A causa de la celebritat dels Piccolomini, altres famílies il·lustres que hi entroncaren uniren aquest cognom al propi. Encara avui existeixen membres d'aquesta família, constituïts en una Consorteria, amb arxius propis i alguns béns que els pertanyen en comú.
A més del citat pontífex, van pertànyer a la família dels Piccolomini: Nicole, que va tenir fama de notable canonista pels seus escrits; Alessandro (1508-1578), fecund escriptor, igual que Alfons, duc de Montemarciano, i el mariscal de camp Ottavio, pertanyents també a aquesta família; Francesco, arquebisbe de Siena i cofundador, amb Tolomei i Contile, de l'Accademia dei Rozzi d'aquesta ciutat (1525); el filòsof peripatètic Francesco, Siena (1520-1604), Petra, il·lustre poetessa del segle xviii, que deixà, entre les seves composicions, uns Avvertimenti a mio figlio, en què les idees pedagògiques desllueixen la inspiració poètica de l'autora.
Ja en el segle xix trobem la cantant-actriu Marietta Piccolomini (1836-1899), i Eneas Piccolomini, hel·lenista, (1840-1910) ambdós pertanyents a la nissaga Piccolomini.

## Petita galeria dels Piccolomini

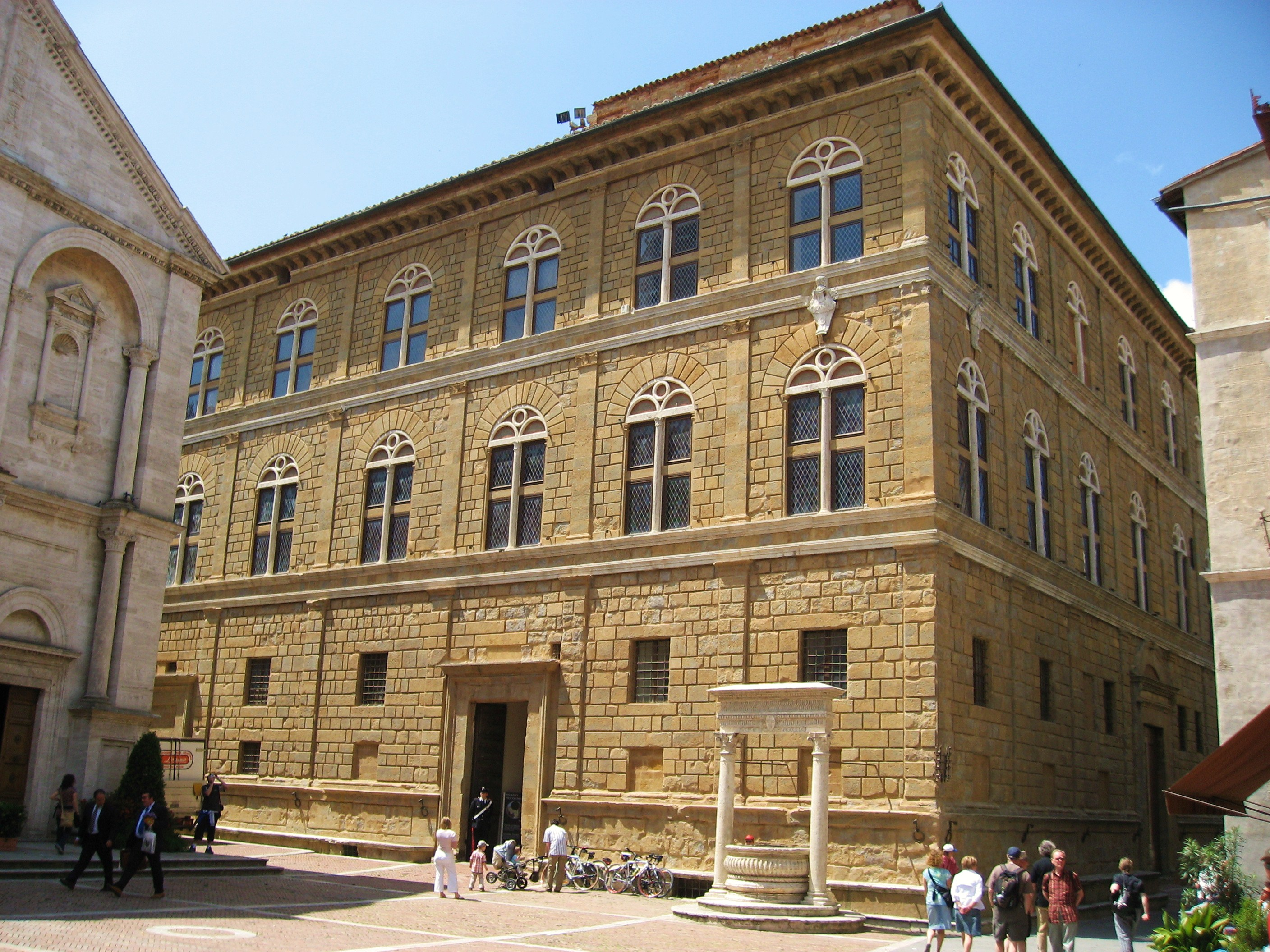
Palau dels Piccolomini a Pienza
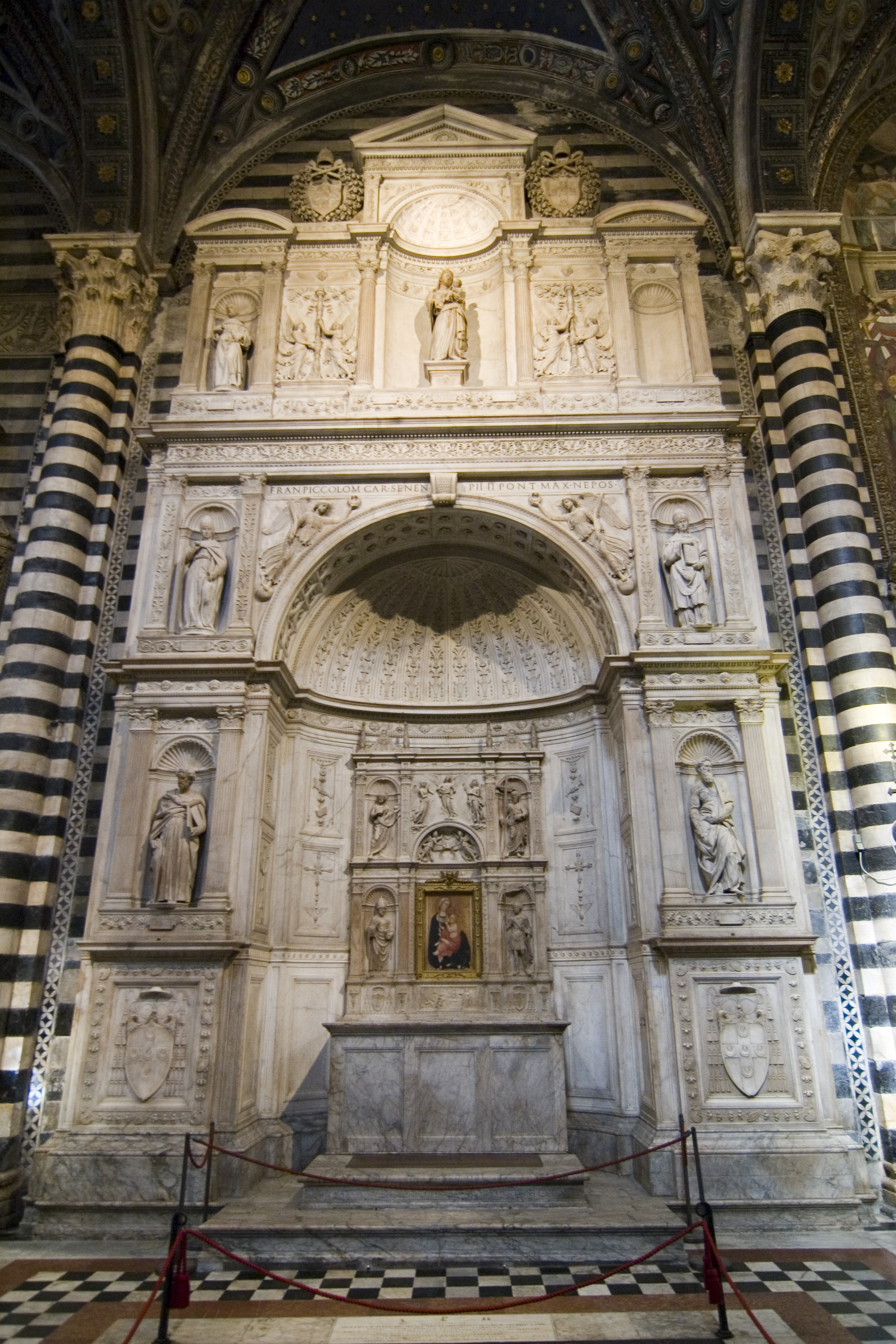
Altar dels Piccolomini a la capella de la família
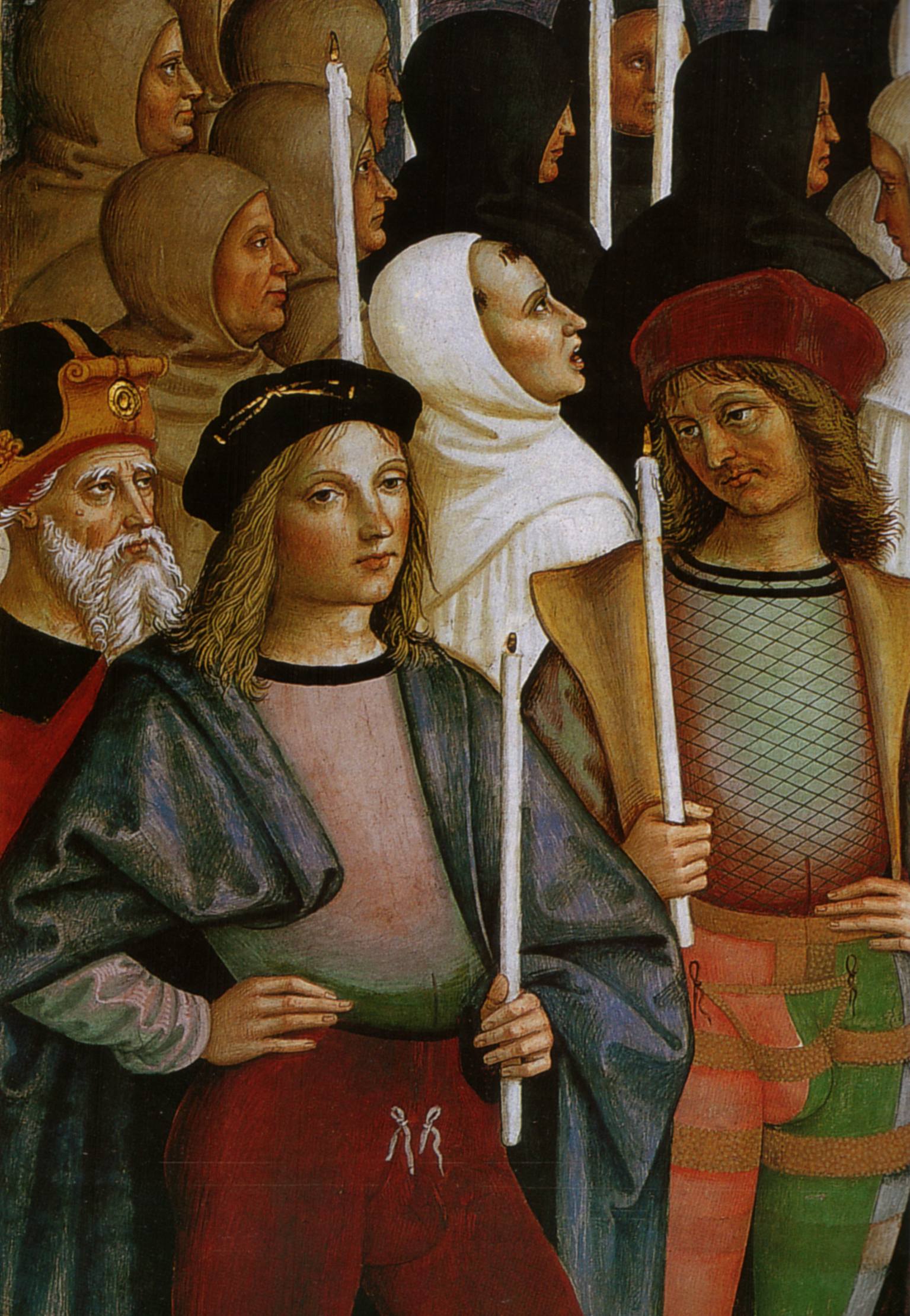
Frescos de la capella Piccolomini
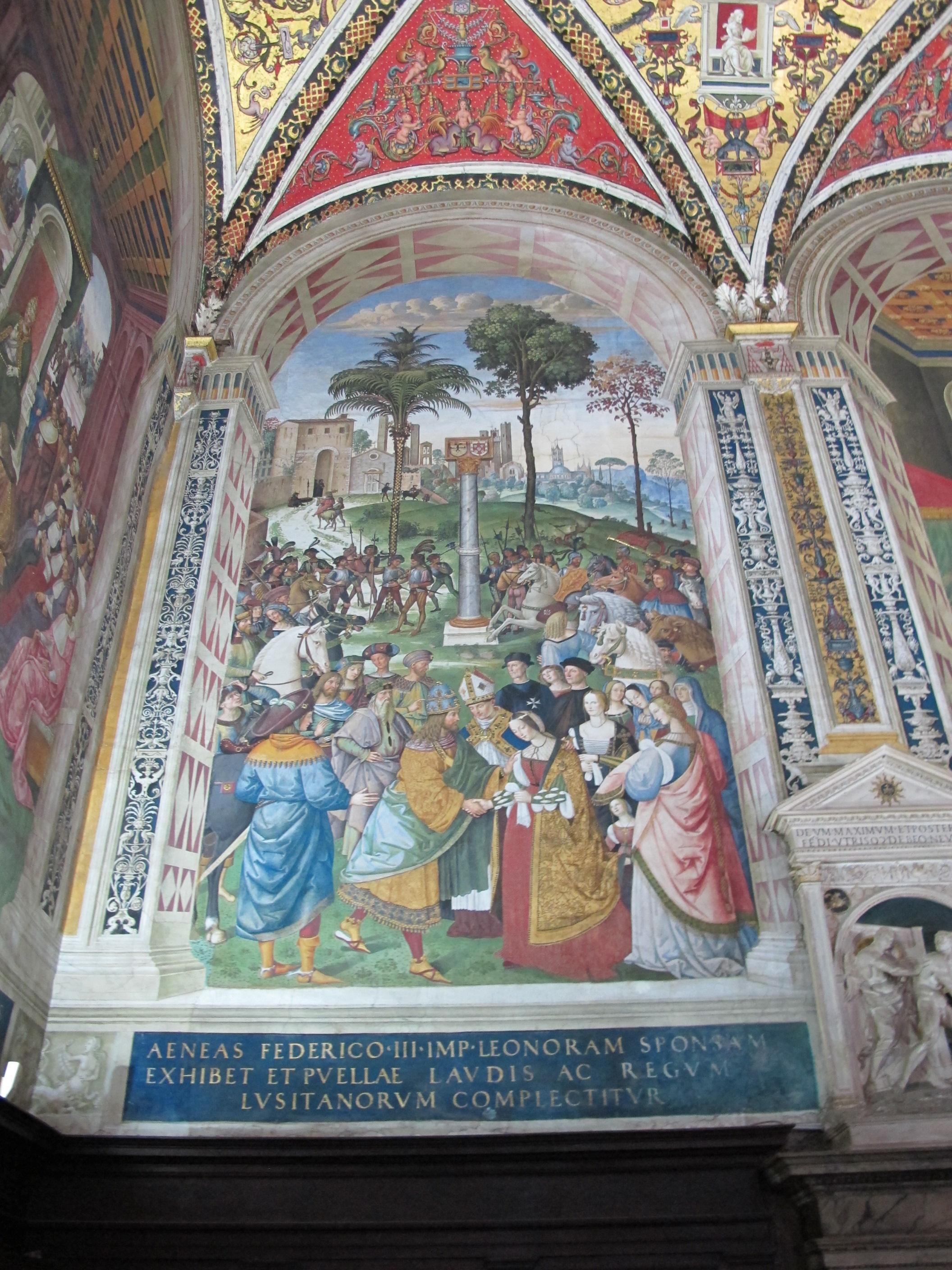
Frescos de la capella Picccolomini
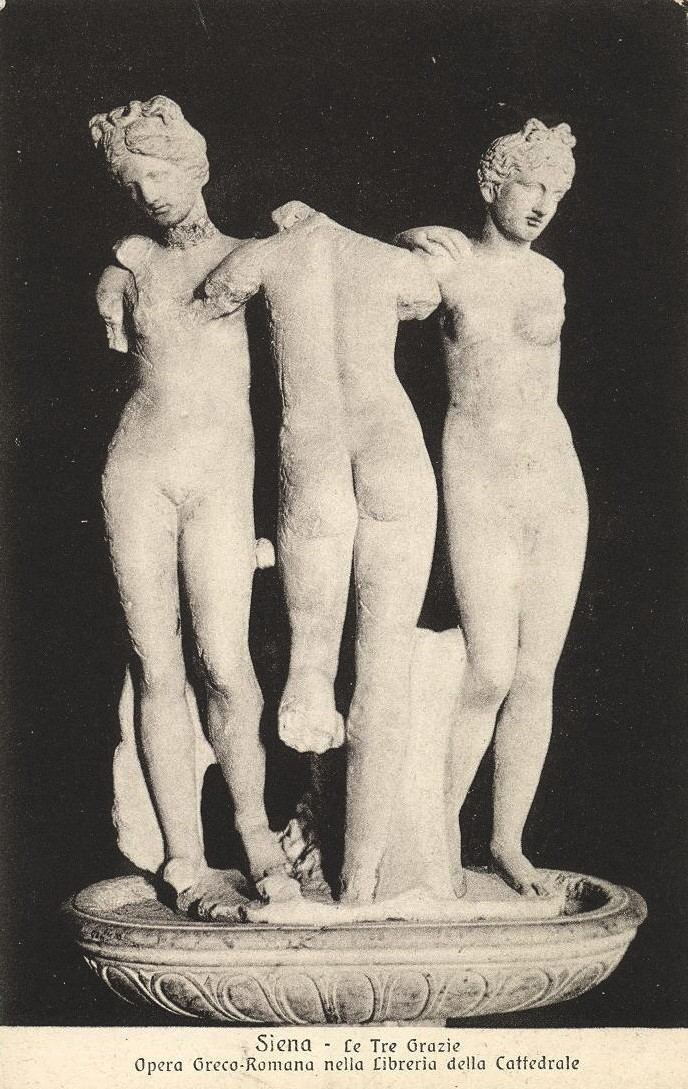
Les tres gràcies, escultures de la capella Piccolomini
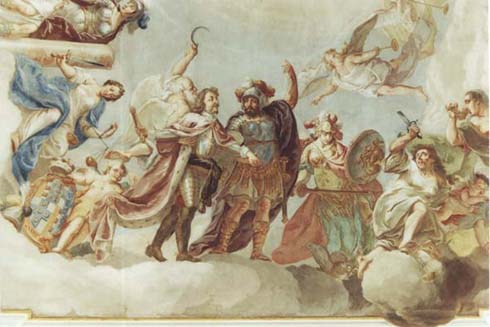
Fresc de la capella lloant Ottavio Piccolomini